# Alpha (Barcelona)

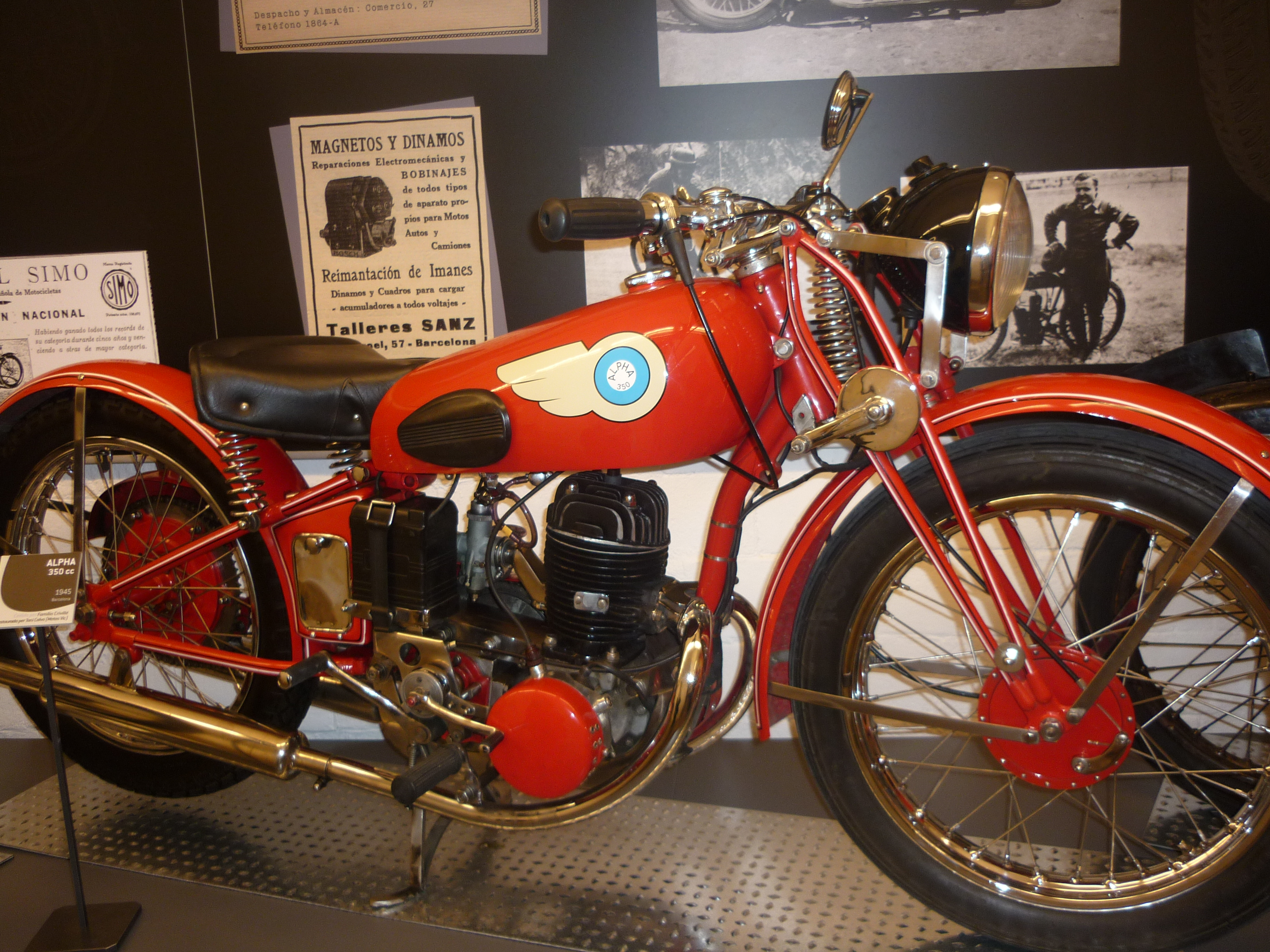
Alpha-Villiers 350 cc uit 1945

Alpha en MV Alpha zijn Spaanse historische merken van hulpmotoren en motorfietsen van dezelfde fabrikant.
De bedrijfsnaam was Fabrica Nacional de Motociletas, Barcelona.
Motorcoureur Nilo Masó Miró begon na zijn carrière in 1924 onder de naam "Alpha" met de productie van motorfietsen met inbouwmotoren van Villiers en DKW van 175 tot 350 cc. Zo was Alpha voor de Spaanse Burgeroorlog een van de vooraanstaande merken op de Spaanse markt. 
Na de burgeroorlog en de Tweede Wereldoorlog was men genoodzaakt het bedrijf weer op te starten met de reparatie van (vooral militaire) motorfietsen en de productie van hulpmotoren voor fietsen. Het regime van Francisco Franco voerde sterke protectionistische regels in, waardoor de import van motorfietsen uit het buitenland bijna onmogelijk werd. Een aantal Italiaanse merken liet daarom hun producten in Spanje in licentie produceren, zoals Piaggio (Vespa-scooters) en Innocenti (Lambretta-scooters).
In 1949 verwierf Alpha de licentie om onder de naam "MV Alpha" lichte 98- en 125cc-MV Agusta-tweetakten te gaan produceren. Masó Miró breidde de productie uit door de productie van triporteurs en ook door de 50cc-Ducati Cucciolo-motor in de MV Agusta-frames te monteren. Deze Cucciolo-motor werd ook in Spanje in licentie geproduceerd, bij Mayfaba in Madrid.
In juli 1951 kon Fabrica Nacional de Motociletas niet meer aan de productie-eisen voldoen omdat de fabriek daar te klein voor was, en toen ging de licentie over naar MV Avello in Gijón.
Om het verlies op te vangen ging Masó Miró in 1952 tricycles met 50cc-GAMO-motortjes maken. In 1953 werden deze verzwaard met 125cc-motoren van Ossa en Hispano-Villiers, waardoor ze lading tot 200 kg konden vervoeren. Met de komst van de 715cc-Fita-viertaktmotor in 1953 kon lading tot 300 kg worden vervoerd. In dat jaar ging men ook samenwerken met Pony en Evycsa. In 1955 werd het laatste model van Alpha gepresenteerd: een 197cc-motorfiets met Hispano-Villiers-tweetaktmotor. In 1957 werd de productie beëindigd.